# Vindolanda
Vindolanda var et romersk fort (castrum) umiddelbart syd for Hadrians mur i den nordlig England. Arkæologiske udgravninger på stedet viser at romerne var på stedet fra omkring år 85 til år 370.f. Det ligger nær den moderne landsby Bardon Mill i Northumberland, og vogtede Stanegate, der lå på den romerske vej fra floden Tyne til Solway Firth. Stedet er kendt for Vindolandatavlerne, der er et sæt trætavler, der, da blev fundet, var det ældste eksempel på skrevne dokumenter i Storbritannien.